# Sommer-Paralympics 2024/Teilnehmer (Liberia)
| stlisierte Goldmedaille | stlisierte Silbermedaille | stlisierte Bronzemedaille |
| ----------------------- | ------------------------- | ------------------------- |
| —                       | —                         | —                         |

Aus Liberia nahmen an den Paralympischen Spielen 2024 in Paris zwei Leichtathleten teil.

## Teilnehmer nach Sportart

### Leichtathletik
| Athleten      | Klassifizierung | Wettbewerb  | Vorlauf/Vorkampf | Vorlauf/Vorkampf | Finale        | Finale        | Rang |
| Athleten      | Klassifizierung | Wettbewerb  | Zeit/Weite       | Rang             | Zeit/Weite    | Rang          | Rang |
| ------------- | --------------- | ----------- | ---------------- | ---------------- | ------------- | ------------- | ---- |
| Frauen        |                 |             |                  |                  |               |               |      |
| Angie Myers   | F57             | Kugelstoßen | 6,42 m (PB)      | 3                | DNS           | —             | —    |
| Männer        |                 |             |                  |                  |               |               |      |
| Jutomu Kollie | T47             | 100 m       | 12,81 s (PB)     | 16               | ausgeschieden | ausgeschieden | 16   |
| Jutomu Kollie | T47             | Weitsprung  | —                | —                | DNS           | —             | —    |
| Jutomu Kollie | F46             | Speerwurf   | —                | —                | 32,31 m       | 9             | 9    |

DNS: Nicht gestartet

PB: Persönliche Bestleistung